# Canton de Nieul
Le canton de Nieul est une ancienne division administrative française située dans le département de la Haute-Vienne et la région Nouvelle-Aquitaine. À la suite du redécoupage cantonal de 2014, le canton est fondu dans le nouveau canton de Couzeix.

## Géographie
Ce canton était organisé autour de Nieul dans l'arrondissement de Limoges. Son altitude variait de 220 m (Veyrac) à 481 m (Chaptelat) pour une altitude moyenne de 322 m.

## Représentation

### Conseillers généraux de 1833 à 2015
| Période | Période                   | Identité                                              | Étiquette   | Qualité                                                                                     |
| ------- | ------------------------- | ----------------------------------------------------- | ----------- | ------------------------------------------------------------------------------------------- |
| 1833    | 1842                      | Jean Aimé Juge de Saint-Martin                        |             | Avocat Maire de Limoges (1835-1839) Juge de paix à Nieul                                    |
| 1842    | 1848                      | Joseph Ambroise Adolphe de Bruchard Aîné (1800-1881)  |             | Propriétaire, maire de Peyrilhac, ancien conseiller d'arrondissement                        |
| 1848    | 1864                      | Léger-Martial Brissaud                                |             | Notaire - Maire de Nieul                                                                    |
| 1864    | 1870                      | Marc Dubreuil-Hélion de la Guéronnière (1827-1887)    |             | Ancien Sous-Préfet Propriétaire du château de Chaptelat                                     |
| 1871    | 1901                      | Frédéric Brissaud (fils de L.M. Brissaud) (1839-1904) | Républicain | Notaire - Maire de Nieul Président du Conseil Général                                       |
| 1901    | 1910 (décès)              | Moïse Martin jeune                                    | Socialiste  | Négociant à Limoges                                                                         |
| 1910    | 1931                      | Jean Lalue                                            | SFIO        | Négociant Maire de Peyrilhac                                                                |
| 1931    | 1941 (démission d'office) | Emile Foussat (1883-1944)                             | SFIO        | Expert Maire de Nieul Révoqué par le Gouvernement de Vichy Assassiné à Tulle le 7 juin 1944 |
|         |                           |                                                       |             |                                                                                             |
| 1945    | 1964                      | André Foussat                                         | SFIO        | Cultivateur Maire de Chaptelat (1945-1969) Député (1945-1946)                               |
| 1964    | 1967 (décès)              | Yves Desvignes                                        | PCF         | Pharmacien à Nieul                                                                          |
| 1967    | 2001                      | Jean Mahaut                                           | PCF         | Professeur - Maire de Nieul (1977-1992)                                                     |
| 2001    | 2015                      | Nancette Mazière                                      | PCF         | Employée de la sécurité sociale, maire de Veyrac (1998-2018)                                |

### Conseillers d'arrondissement (de 1833 à 1940)
| Période                                  | Période      | Identité                                 | Étiquette | Qualité |
| ---------------------------------------- | ------------ | ---------------------------------------- | --------- | --- |
| 1833                                     | 1836         | Joseph Ambroise Adolphe de Bruchard Aîné |           | Propriétaire à Peyrilhac                                                                                    |
| 1836                                     | 1848         | Joseph Bernard Durand du Boucheron       |           | Maire de Nieul                                                                                              |
|                                          |              |                                          |           | |
| 1892                                     |              | Paul Peyrusson                           | Radical   | Médecin à Veyrac                                                                                            |
|                                          |              |                                          |           | |
| 1910                                     | 1933 (décès) | Jean Courivaud (1866-1933)               | SFIO      | Cultivateur, maire de Nieul                                                                                 |
| 1933                                     | 1940         | F. Villatte                              | SFIO      | Adjoint au maire de Peyrilhac                                                                               |
| 1940                                     |              |                                          |           | Les conseils d'arrondissement ont été suspendus par la loi du 12 octobre 1940 et n'ont jamais été réactivés |
| Les données manquantes sont à compléter. |              |                                          |           | |

## Composition
Le canton de Nieul groupe 6 communes et compte 10 269 habitants au recensement de 2010.
| Communes      | Population (2012) | Code postal | Code Insee |
| ------------- | ----------------- | ----------- | ---------- |
| Chaptelat     | 1 817             | 87270       | 87038      |
| Nieul         | 1 608             | 87510       | 87107      |
| Peyrilhac     | 1 200             | 87510       | 87118      |
| Saint-Gence   | 2 019             | 87510       | 87143      |
| Saint-Jouvent | 1 633             | 87510       | 87152      |
| Veyrac        | 1 992             | 87520       | 87202      |

## Démographie
| 1962  | 1968  | 1975  | 1982  | 1990  | 1999  | 2006  | 2010   |
| ----- | ----- | ----- | ----- | ----- | ----- | ----- | ------ |
| 4 865 | 5 119 | 5 120 | 6 560 | 7 645 | 8 300 | 9 541 | 10 269 |